# Dytryk Roth
Dytryk Roth, także Theodericus Rufus, Rode (urodz.?, zm. po 1264) – komtur królewiecki w latach 1257–1262, komtur bałgijski w roku 1262, komtur chełmiński w roku 1264,
komtur dzierzgoński w roku 1264.

## Życiorys
Dytryk Roth do Prus przybył około roku 1255. Od początku związany był z otoczeniem wicemistrza krajowego Burcharda von Hornhausena. Za nim też podążył do Królewca, gdzie stał się jednym z najważniejszych braci królewieckiego konwentu. W roku 1257, kiedy to Burchard von Hornhausen objął stanowisko mistrza krajowego Inflant, Dytryk Roth przejął po nim urząd komtura Królewca. Podczas nieobecności w Prusach mistrza krajowego Hartmuda von Grumbacha pełnił on krótko funkcję wicemistrza krajowego. Po opuszczeniu Królewca w roku 1262 objął urząd komtura Bałgi a później Chełmna. Najprawdopodobniej w roku 1264 Dytryk Roth stanął też na czele dzierzgońskiego konwentu.
Według kroniki Piotra z Dusburga Dytryk Roth, brał czynny udział w walkach podczas II powstania pruskiego